# Virgulariidae
Virgulariidae Verrill, 1868 è una famiglia di ottocoralli dell'ordine Pennatulacea.

## Distribuzione e habitat
La famiglia ha una distribuzione cosmopolita.

## Tassonomia
Comprende i seguenti generi:
- Acanthoptilum Kolliker, 1870
- Grasshoffia Williams, 2015
- Scytaliopsis Gravier, 1906
- Scytalium Herklots, 1858
- Stylatula Verrill, 1864
- Virgularia Lamarck, 1816